# Skrzynka świętego Mikołaja
Skrzynka świętego Mikołaja – jeden z funduszy dobroczynnych działających od 1588 roku przy krakowskim kościele św. Barbary w ramach Arcybractwa Miłosierdzia. Celem skrzynki świętego Mikołaja było udzielanie pomocy w formie posagu ubogim pannom wychodzącym za mąż bądź wstępującym do klasztoru. Podstawą jej funkcjonowania były zapisy testamentowe konkretnych kwot oraz części dochodów z dóbr i nieruchomości. Skrzynka znajdowała się w domu Arcybractwa Miłosierdzia przy ulicy Siennej 5, a klucze do niej przechowywał starszy bractwa. Ordynacja głosiła, że spotkania w celu rozpatrywania spraw winny odbywać się w miarę potrzeb, „wszakże osobliwie raz na rok, na dzień św. Mikołaja”.

## Twórcy i dalsze losy funduszu
Powstanie skrzynki jest kojarzone przede wszystkim z osobą twórcy Arcybractwa Miłosierdzia, księdzem Piotrem Skargą, ale za jej bezpośredniego inicjatora można uznać jezuitę Marcina Łaszcza. Wśród pomysłodawców wymieniany jest także złotnik krakowski Grzegorz Przybyło, który w 1546 roku zapisał swojemu cechowi dom przy ulicy Brackiej i zobowiązał starszych cechu do przeznaczania nadwyżki czynszu na posagi dla biednych i uczciwych dziewcząt. Sam ksiądz Skarga jako fundatora pierwszych zapisów wymieniał wojewodę krakowskiego Mikołaja Zebrzydowskiego, który ufundował skrzynkę na cześć swego patrona. Skrzynka funkcjonowała jeszcze w okresie międzywojennym. Zlikwidowano ją po II wojnie światowej, wraz z Arcybractwem Miłosierdzia, w 1960 roku decyzją Rady Narodowej Miasta Krakowa. Nieważność tej decyzji stwierdzono dopiero w 1989 roku.

## Dzień świętego Mikołaja
Działalność Skrzynki świętego Mikołaja mogła przyczynić się do rozpowszechnienia w Polsce tradycji dawania prezentów 6 grudnia w dniu świętego Mikołaja. Posagi wypłacano właśnie tego dnia, choć w czasach, gdy fundusz był najbardziej zasobny, ceremonia wręczania posagów odbywała się nawet kilka razy w ciągu roku.

## Opisy działalności Skrzynki świętego Mikołaja
Samą skrzynkę opisywano jako:

(…) skarb wiekuisty, na opatrzenie i wspomożenie takich dziewczątek, które ubóstwem przyciśnione, nie mogą inaczej swej cnoty schronić i na posagi się zebrać. Mają tu w pogotowiu tę skrzynkę, z której opatrzone, mogą mężów dostać i w uczciwym małżeństwie mieszkać albo też do klasztorów panieńskich iść za słuszną wyprawą.

Ksiądz Piotr Skarga uzasadniał powstanie skrzynki świętego Mikołaja argumentując, że:

(…) nie każdej pannie Bóg ześle łaskawie męża, jak dał Sarze Tobiasza. W niejednym domu można zaś spotkać wdowę z kilkoma urodziwymi córkami, których nie ma za co przyodziać, ani też nakarmić. Nic więc dziwnego, że wtedy matka tłumaczy im, iż muszą abo czystość i wstyd przedać, abo głodem umrzeć. Niewiele co by Sarami abo Zuzannami były; nędza, sromota do pokus przyczyną. Łacno namówić, gdzie już nędza namówiła abo dokołatała.